# Les Rejetons de l'ombre
Les Rejetons de l'ombre (titre original : Shadows in Flight) est un roman de science-fiction publié en 2012 par Orson Scott Card (États-Unis).
Ce roman est le cinquième tome de La Saga des ombres et fait suite à L'Ombre du géant. 

## Résumé
Bean s'est envolé pour les étoiles en compagnie de ses trois enfants : Ender, Cincinnatus et Carlotta — qui partagent avec lui les gènes artificiels responsables de son intelligence supérieure et de son gigantisme. La dilatation temporelle induite par la vitesse de leur voyage donne aux scientifiques terriens plusieurs générations pour trouver un remède, mais en vain. Entre-temps, la Terre les a oubliés... Tout n'est cependant pas perdu : les naufragés vont faire la découverte d'un vaisseau inconnu qui se révèle être un navire doryphore — l'espèce extraterrestre que Bean et le reste du dish d'Ender avait pourtant cru avoir exterminée à la suite de l'école de guerre. La taille de Bean l’empêchant de se déplacer et son cœur étant trop fragile pour supporter le moindre effort, les trois enfants abandonnent donc leur vaisseau et plongent au cœur du vaisseau stellaire doryphore qui semble abandonné et envahi par une espèce de rat extraterrestre agressive. À la recherche d'un pilote éventuel, les jeunes explorateurs finissent par trouver dans la salle de commande cinq mâles doryphores qui n'ont pas succombé à la mort de leur reine. Après avoir réussi à communiquer avec les Doryphores puis récupéré des tissus cellulaires, Ender parvient à trouver une issue possible à la déficience génétique qui les condamne à mourir de gigantisme avant d'avoir atteint la majorité.

## Éditions
- Shadows in Flight, Tor Books, 17 janvier 2012, 237 p.  (ISBN 978-0-7653-3200-4)
- Les Rejetons de l'ombre, L'Atalante, coll. « La Dentelle du cygne », 21 mars 2013, trad. Arnaud Mousnier-Lompré, 208 p.  (ISBN 978-2-84172-628-8)
- Les Rejetons de l'ombre, J'ai lu, coll. « Science-fiction » no 11233, 6 juillet 2016, trad.  Arnaud Mousnier-Lompré, 256 p.  (ISBN 978-2-290-05845-9)